# Дом Комнино-Варваци
Дом Комнино-Варваци — трёхэтажное здание, расположенное на Петровской улице в городе Таганроге Ростовской области.
Адрес:  г. Таганрог, улица Петровская д. 87.

## История
В середине XIX века на средства греческого купца Дмитрия Петрококино на улице Петровская, д. 87 было построено одноэтажное здание с полуподвальными помещениями.  Купец 2-й гильдии, Д. М. Петрококино, в 1865 году избирался членом сиротского суда. В 80-х годах вся его семья уехала в Одессу, а здание было продано коллежскому асессору Козьме Николаевичу Комнино-Варваци. Начало фамилии Комнино-Варваци положил грек Иван Андреевич Варваци. Фамилию Варваци он получил от прозвища «Варвакис», которым его называли друзья по борьбе против турецкого ига. На склоне лет Варваци в 1814—1815 годах приехал в Таганрог, климат которого он посчитал для себя более благоприятным. Козьма Николаевич Варваци задумал перестроить дом на двухэтажный с расширением дворовых построек. Для этого он обратился с прошением о перестройке в городскую управу.
В 1892 году Козьма Николаевич Комнино-Варваци получил от городского управления разрешение на перестройку здания по Петровской улице.  Начавшаяся перестройка дома велась строго по проекту.
Перестроенное несимметричное по фасаду двухэтажное здание смотрелось своими колоннами и венецианскими окнами. На уровне второго этажа в здании был устроен переход во флигель, находящийся во дворе флигелем. Во флигеле были прачечная и сушильня. В доме было 62 комнаты. В них проживали хозяин Козьма Николаевич, две его дочери, Зинаида и Вера; семья Моберли.  В газете «Приазовский край» за 25 августа 1906 года «Шиллер из Таганрога» давалось описание квартир в этом доме: «Прекрасный дом. Как много комнат! Какая великолепная прачечная, чудные кухни, шикарные клозеты. Масса комнат, но все они невысокие и небольшие. Только одна зала в шесть аршин высотой, остальные комнаты в пять (3,55 м.) и даже 3,5 аршина (2,5 м.)».
Дом обслуживало 46 человек прислуги. Для вызова слуг в доме была устроена сложная система звонков. По тону звука определялось  кто, кого и куда вызывает.
После смерти родителей в 1898 году Варваци решили покинуть Таганрог. В 1906 году городской управе было предложено купить дом за 200 тысяч рублей. Дума согласилась с условием, что деньги будут выплачиваться с рассрочкой в 20 лет. Поверенного это не устроило и был предложен десятилетний срок с четырьмя процентами, что не устроило другую сторону. Наконец стороны сошлись на сумме в сорок тысяч рублей. 6 декабря 1908 года здание отошло городу. В доме разместилась городская управа, городской музей.
После октябрьской революции в доме в разное время был клуб кожевников, автомотоклуб,  дом работников просвещения, школа автомототранспорта, Дворец пионеров. Во Дворце пионеров работало детских 85 кружков, в которых занималось около 1870 человек.
В годы Великой Отечественной войны, при немецкой оккупации города в 1941 году в доме находилась полиция. Во главе её был житель Таганрога Борис Стоянов. Позже, по решению военного трибунала СССР, Б. В. Стоянов был приговорён к расстрелу.
После войны  к зданию надстроили третий этаж, на фасаде были сделаны 4-х угольные колонны. В настоящее время это жилой дом, на его первом этаже работает Кофейня, магазины Обувь, Подарки.